# Silvana Bosi
Silvana Bosi (Ferrara, 23 luglio 1934 – Roma, 10 agosto 2020) è stata un'attrice e regista teatrale italiana.

## Biografia
Esordì nel mondo dello spettacolo intorno alla seconda metà degli anni ottanta in qualità di attrice teatrale. Fu talvolta regista degli stessi spettacoli da lei interpretati.
Sul piccolo e grande schermo ebbe modo di collaborare con diversi registi, spesso in qualità di caratterista. Dotata fin da giovane di un viso tipico di una donna di mezza età e dall'aspetto bonario e casalingo, i ruoli interpretati da Silvana Bosi sono sempre stati quelli dello stereotipo della mamma o della zia affettuosa e talvolta della portiera tanto petulante quanto comprensiva.
Molto attiva in teatro, Silvana Bosi fondò una propria compagnia teatrale che diresse dalla prima metà degli anni duemila.

## Filmografia

### Cinema
- Soldati - 365 all'alba, regia di Marco Risi (1987)
- Strana la vita, regia di Giuseppe Bertolucci (1987)
- Mortacci, regia di Sergio Citti (1989)
- Night Club, regia di Sergio Corbucci (1989)
- Il bambino e il poliziotto, regia di Carlo Verdone (1989)
- La voce della Luna, regia di Federico Fellini (1990)
- Nostalgia di un piccolo grande amore, regia di Antonio Bonifacio (1991)
- Rossini! Rossini!, regia di Mario Monicelli (1991)
- Mia dolce Gertrude, regia di Adriana Zanese (1991)
- Mutande pazze, regia di Roberto D'Agostino (1992)
- La fine è nota, regia di Cristina Comencini (1993)
- Caccia alle mosche, regia di Angelo Longoni (1993)
- Il mondo alla rovescia, regia di Isabella Sandri (1995)
- Uomini senza donne, regia di Angelo Longoni (1996)
- La bruttina stagionata, regia di Anna Di Francisca (1996)
- Absolute Giganten, regia di Sebastian Schipper (1999)
- Il talento di Mr. Ripley, regia di Anthony Minghella (1999)
- Pane e tulipani, regia di Silvio Soldini (1999)
- Le giraffe, regia di Claudio Bonivento (2000)
- Un viaggio chiamato amore, regia di Michele Placido (2002)
- Il nostro matrimonio è in crisi, regia di Antonio Albanese (2002)
- Agata e la tempesta, regia di Silvio Soldini (2004)
- Concorso di colpa, regia di Claudio Fragasso (2005)
- Feisbum - Il film, regia di registi vari (2009)
- Letters to Juliet, regia di Gary Winick (2010)
- The American, regia di Anton Corbijn (2010)
- Il pasticciere, regia di Luigi Sardiello (2012)
- Sono un pirata, sono un signore, regia di Eduardo Tartaglia (2013)
- Leone nel basilico, regia di Leone Pompucci (2014)
- La buca, regia di Daniele Ciprì (2014)
- Soldato semplice, regia di Paolo Cevoli (2015)
- Una gita a Roma, regia di Karin Proia (2015)
- Orecchie, regia di Alessandro Aronadio (2016)
- Il crimine non va in pensione, regia di Fabio Fulco (2017)
- Blue Kids, regia di Andrea Tagliaferri (2017)
- Il colpo del cane, regia di Fulvio Risuleo (2019)

### Televisione
- Disperatamente Giulia, regia di Enrico Maria Salerno – miniserie TV (1989)
- Chiara e gli altri – serie TV, episodio 2x11 (1991)
- Un commissario a Roma – serie TV, episodio Samba (1993)
- Passioni, regia di Fabrizio Costa – serial TV (1993)
- La dottoressa Giò 2 – serie TV (1998)
- Avvocati – serie TV (1998)
- Un medico in famiglia – serie TV, episodio 1x01 (1998)
- Avvocato Porta 2 – serie TV (2000)
- Come quando fuori piove, regia di Mario Monicelli – miniserie TV (2000)
- Piccolo mondo antico, regia di Cinzia TH Torrini  – miniserie TV (2001)
- Il bello delle donne – serie TV, episodio 1x02 (2001)
- Giorni da Leone, regia di Francesco Barilli – miniserie TV (2002)
- Un posto al sole, regia di Fabio Jephcott – soap opera, alcuni episodi (2002)
- La notte di Pasquino, regia di Luigi Magni – film TV (2003)
- Matilde, regia di Luca Manfredi – film TV (2005)
- Nebbie e delitti – serie TV, episodio 1x01 (2005)
- Marameo, regia di Rolando Colla – film TV (2008)
- Don Matteo – serie TV, episodio 8x04 (2011)

### Cortometraggi
- Un gesto innocente, regia di Isabella Salvatti (2006)
- Quando a Roma nevica, regia di Andrea Baroni (2015)
- Strane Voci, sceneggiatura e regia di Luigi Russo (2008)